# Matemática islámica

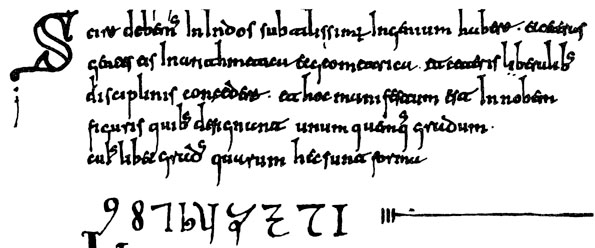
Codex Vigilanus, con los primeros números arábigos.

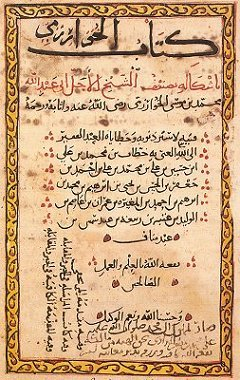
Página del Compendio de cálculo por compleción y comparación escrito por Al-Juarismi.

La matemática islámica, también conocida como matemática árabe o matemática musulmana, se enriqueció en forma creciente a medida que los musulmanes conquistaron nuevos territorios. Con rapidez inusitada, el imperio islámico se expandió en todo el territorio que se asienta por las orillas del Mediterráneo, desde Persia (Irán) hasta los Pirineos.
El imperio islámico, establecido a lo largo del Oriente Medio, Asia Central, África del Norte, Iberia, y parte de la India, hizo aportes significativos en matemáticas en el siglo octavo. Aunque la mayor parte de los textos islámicos sobre matemáticas fueron escritos en árabe, no todos fueron escritos por árabes, dado que, así como el griego era usado en el mundo helenístico, el árabe era usado como el lenguaje escrito de los intelectuales no árabes a lo largo del mundo islámico en aquella época. Junto con los árabes, muchos otros importantes matemáticos islámicos fueron persas.
En el siglo IX, Al-Juarismi escribió varios libros importantes sobre los números arábigos y sobre los métodos de resolución de ecuaciones. Su libro Sobre los cálculos con números arábigos, escrito alrededor del año 825, junto con el trabajo de Al-Kindi, fueron instrumentos para dar a conocer las matemáticas árabes y los números arábigos en Occidente. La palabra algoritmo se deriva de la latinización de su nombre, algoritmi, y la palabra álgebra del título de uno de sus trabajos, Al-Kitāb al-mukhtaṣar fī hīsāb al-ğabr wa’l-muqābala (Compendio de cálculo por compleción y comparación). Al-Juarismi a menudo es apodado "el padre del álgebra", por sus importantes contribuciones a este campo. Aportó una meticulosa explicación a la solución de ecuaciones de segundo grado con raíces positivas, y fue el primero en enseñar el álgebra en sus formas más elementales. También introdujo el método fundamental de "reducción" y "balance", refiriéndose a la colocación de los términos restados al otro lado de una ecuación, es decir, la cancelación de términos iguales que se encuentran en lados opuestos de una ecuación. Esta operación fue descrita originariamente por Al-Jarismi como al-jabr. Su álgebra no solo consistía "en una serie de problemas sin resolver, sino en una exposición que comienza con las condiciones primitivas que se deben dar en todos los prototipos de ecuaciones posibles mediante una serie de combinaciones, a partir de este momento serán objeto de estudio."
El posterior desarrollo del álgebra vino de la mano de Al-Karaji. En su tratado al-Fakhri extiende la metodología para incorporar potencias y raíces de cantidades desconocidas. La primera demostración por inducción matemática de la que se tiene constancia aparece en un libro escrito por Al-Karaji en el 1000 d. C., en el que demuestra el teorema del binomio, el triángulo de Pascal, y la suma de cubos integrales. El historiador de las matemáticas, F. Woepcke, elogió a Al-Karaji por haber sido "el primero en introducir la teoría del cálculo algebraico." También en el siglo X Abul Wafa tradujo las obras de Diofanto al árabe y desarrolló la función tangente. Ibn al-Haytham fue el primer matemático en deducir la fórmula de la suma de las ecuaciones cuárticas, usando un método que puede generalizarse para determinar la fórmula general de la suma de cualquier potencia entera. Desarrolló una integración para calcular el volumen de un paraboloide y fue capaz de generalizar sus resultados para las integrales de polinomios de más de cuarto grado. Incluso se acercó bastante a la fórmula general de la integral de polinomios, aunque no estaba interesado en polinomios de grado mayor que cuatro.
En las postrimerías del siglo XI, Omar Khayyam escribió Discusiones sobre las dificultades en Euclides, un libro sobre los defectos en los Elementos de Euclides, especialmente el postulado de las paralelas, y estableció los fundamentos de la geometría analítica y la geometría no euclídea. También fue el primero en encontrar la solución geométrica a la ecuación cúbica e influyó en la reforma del calendario.[cita requerida]

## Valoración de la ciencia islámica
Durante mucho tiempo, entre los historiadores de la ciencia, se ha sostenido que tras el brillante período alejandrino, en que los griegos establecieron los fundamentos de la matemática, hubo un lapso de estancamiento antes de que los europeos, a comienzos del siglo XVI, reiniciaran el camino en el punto en que los griegos lo dejaran. La percepción común del período de alrededor de mil años entre los antiguos griegos y el Renacimiento europeo es que pocas novedades surgieron en el quehacer matemático, excepto por algunas traducciones árabes de tratados griegos que preservaron los legados helénicos y que estuvieran a disposición de los europeos al comenzar el siglo XVI.
Muchos historiadores de la ciencia han contribuido a sostener esta visión, ya sea omitiendo cualquier mención a las matemáticas del islam en el desarrollo histórico, o con declaraciones como la de Duhem:

La ciencia árabe solo reprodujo las enseñanzas de la ciencia griega.
Duhem

Sin embargo, la investigación reciente muestra un panorama muy diferente de nuestra deuda con los matemáticos del islam. A partir de mediados de la década de 1950, el incansable trabajo de investigadores de distintos orígenes y escuelas, como —por citar solo unos pocos— el estadounidense Edward S. Kennedy en la American University de Beirut, los soviéticos Adolf Yushkévich y Borís Rosenfeld en la Academia de Ciencias de la URSS y el egipcio (residente en Francia) Roshdi Rashed en el CNRS, sus colegas y alumnos, demuestra que muchas de las ideas que previamente se creían brillantes concepciones debidas a matemáticos europeos de los siglos XVI, XVII y XVIII fueron desarrolladas por los científicos del islam entre cuatro y nueve siglos antes.
El período del islam medieval puede definirse como el lapso que comprende desde finales del siglo VIII hasta mediados del XV, con especial énfasis en la «Edad de Oro» situado entre los siglos IX y XII. Algunos autores hablan de «matemáticas islámicas», otros de «matemáticas árabes», y finalmente otros las designan como «matemáticas musulmanas». Pero no todos los matemáticos de esos tiempos que trabajaron en áreas controladas por el islam eran musulmanes; algunos eran judíos, otros cristianos de diversas sectas, zoroastrianos, sabeos y de otras confesiones. Ni eran todos ellos árabes; su diversidad incluye persas, tayikos, uzbecos, turcos, magrebíes, españoles. En este artículo se emplea la designación de «matemáticas del islam», como referencia al enorme conglomerado político-económico que, bajo la autoridad de los seguidores del profeta Mahoma, constituyera el conjunto hegemónico del mundo en la Edad Media, extendiéndose desde las fronteras de la China en el Este hasta la península ibérica en Occidente.

## Desarrollos y contexto histórico
En el año 642 de nuestra era, los árabes ocuparon Alejandría, lo que les permitió recoger la herencia de la cultura griega, para después prolongarla y perfeccionarla.
Los antecedentes de los desarrollos matemáticos que comenzaron en Bagdad alrededor del año 800 no son aún demasiado claros. Ciertamente que hubo una poderosa influencia proveniente de los matemáticos de la India, cuyo temprano desarrollo de la notación posicional y uso del cero, revistieron gran importancia. Allí comenzó un período de progreso matemático con el trabajo de al-Jwarizmi y la traducción de los textos griegos.
En 762 Al-Mansur, el décimo califa se instaló en Bagdad. Recogiendo los restos de la ciencia alejandrina, convirtió a Bagdad en una capital científica. Harún al-Rashid, quinto califa de la dinastía Abásida, comenzó su reinado el 14 de septiembre de 786. Promovió la investigación científica y la erudición. Las primeras traducciones de textos griegos al árabe, como los Elementos de Euclides por al-Hajjaj, fueron hechas durante su reinado. El séptimo califa, Abd Allah al-Ma'mun, alentó la búsqueda del conocimiento científico aún más que su padre al-Rashid, estableciendo en Bagdad una institución de investigación y traducción: la Casa de la Sabiduría (Bayt al-Hikma). Allí trabajaron al-Kindi y los tres hermanos Banu Musa, así como el famoso traductor Hunayn ibn Ishaq.
En la Casa se tradujeron las obras de Euclides, Diofanto, Menelao, Arquímedes, Ptolomeo, Apolonio, Diocles, Teodosio, Hipsicles y otros clásicos de la ciencia griega. Es necesario enfatizar que estas traducciones fueron hechas por científicos, no por expertos en lenguas ignorantes de las matemáticas, y la necesidad de estas traducciones fue estimulada por las investigaciones más avanzadas de la época.
Uno de los avances más significativos llevados a cabo por los matemáticos del islam (y, sin duda, uno de los más trascendentes en toda la historia de la ciencia) tuvo origen en esa época, con los trabajos de Abu Yafar Mohamed ibn Musa al-Jwarizmi: el álgebra. Es importante entender que la nueva idea representaba un apartamiento revolucionario del concepto geometricista de los griegos. El álgebra era una teoría unificadora que permitió que los números racionales, los irracionales, las magnitudes geométricas, etc. fuesen tratados como «objetos algebraicos». Ella abrió caminos de desarrollo matemático hasta entonces desconocidos; como señala Rashed:

Los sucesores de al-Jwarizmi emprendieron una aplicación sistemática de la aritmética al álgebra, del álgebra a la aritmética, de ambas a la trigonometría, del álgebra a la teoría de números euclidiana, del álgebra a la geometría, y de la geometría al álgebra. Fue así como se crearon el álgebra polinomial, el análisis combinatorio, el análisis numérico, la solución numérica de ecuaciones, la nueva teoría elemental de números, y la construcción geométrica de ecuaciones.

Alrededor de 40 años después de al-Jwarizmi, aparecerán los trabajos de al-Mahani (nacido en 820), quien concibió la idea de reducir los problemas geométricos como el de la duplicación del cubo a problemas de álgebra. Abu Kamil, nacido en 850, constituye un vínculo importante en el desarrollo del álgebra entre al-Jwarizmi y al-Karaji. Pese a no usar símbolos (escribía en palabras las potencias de {\displaystyle x}) fue quien comenzó a entender lo que en símbolos actuales escribiríamos como {\displaystyle x^{m}x^{n}=x^{m+n}}. Nótese que los símbolos no habrán de aparecer en las matemáticas del islam hasta mucho después. Ibn al-Banna y al-Qalasadi usaban símbolos en el siglo XV, y es sabido que fueron empleados al menos un siglo antes que estos científicos los usaran, en Occidente aparecerían por primera vez en 1591, es decir, no menos de dos siglos más tarde. Su «invención» se atribuye al matemático francés François Viète.
Abu Bekr ibn Muhammad ibn al-Husayn al-Karaji, nacido en 953, es probablemente el primero en liberar completamente al álgebra de las operaciones geométricas y remplazarlas por el tipo de operaciones aritméticas que constituyen el corazón del álgebra actual. Fue el primero en definir los monomios {\displaystyle x,x^{2},x^{3}\ldots }; y {\displaystyle 1/x,1/x^{2},1/x^{3},\ldots }, y proporcionar reglas para el producto de dos cualesquiera de ellos. Inició una escuela algebraica que florecería por varios siglos. Cerca de doscientos años después, un importante miembro de la escuela de al-Karaji, al-Samawal (nacido en 1130) fue el primero en dar al nuevo tópico del álgebra una descripción precisa, cuando escribió que ella se ocupaba:

de operar sobre las incógnitas usando todas las herramientas aritméticas, de la misma forma que el artimético opera sobre lo conocido.
Al Samawal

Ghiyath al-Din Abu'l-Fath Umar ibn Ibrahim Al-Nisaburi al-Jayyami (conocido en Occidente como Omar Khayyam, nacido en 1048) dio una completa clasificación de las ecuaciones cúbicas con soluciones geométricas halladas mediante intersección de secciones cónicas. También escribió que esperaba dar una descripción completa de la solución algebraica de las ecuaciones cúbicas en una obra posterior:

Si la oportunidad surge y puedo tener éxito, daré todas estas catorce formas con todas sus ramas y casos, y cómo distinguir lo que es posible o imposible, de modo tal que se prepare un texto conteniendo elementos que son sumamente útiles en este arte.
Omar Jayam (citado en)

Sharaf al-Din al-Muzaffar al-Tusi, nacido en 1135 y contemporáneo de al-Samawal, no acompaña en el desarrollo general de la escuela de al-Karaji, sino que sigue a Khayyam en la aplicación del álgebra a la geometría. Escribió un tratado sobre las ecuaciones cúbicas, que al decir de Rashed

representa una contribución esencial a otra álgebra que propone estudiar las curvas por medio de las ecuaciones, inaugurando así el comienzo de la geometría algebraica.

## Historia
En 642 ocuparon Alejandría, con lo cual, no solamente no desapareció la huella de la cultura griega, sino que, por el contrario, los árabes iban a recogerla, perfeccionarla y prolongarla. Cuando se creó la escuela neoplatónica, muchos de sus miembros habían emigrado a Persia. También los nestorianos, perseguidos por la ortodoxia de Bizancio, habían emprendido el mismo camino, llegando hasta la India e incluso China. En 762, Al-Mansur, el décimo califa, se instaló en Bagdad. Recogiendo los restos de la ciencia alejandrina, el califa árabe convirtió a Bagdad en una capital científica. En 832, el califa Al Ma'mun creó la Casa de la Sabiduría, especie de academia de ciencias, que fue el primero y el más célebre de los centros matemáticos árabes.

### En Grecia e India
Toda la obra científica de los griegos fue traducida, estudiada, asimilada y mejorada. Desarrollando su propio esfuerzo con el mismo espíritu de la ciencia alejandrina, los árabes se consideraron a sí mismos,y con razón, los herederos de los griegos. Además no tardaron mucho en traducir también las obras de los astrónomos hindúes y en apreciar el valor y la utilidad de su procedimiento de cálculo. La actividad del foco científico de Bagdad debía prolongarse hasta la dominación de los mongoles y llevar su influencia hasta Samarcanda.

### En España e Italia
Pero fue en España, en las escuelas de Granada, Córdoba y Sevilla, donde los árabes desarrollaron su labor matemática, y desde ellas, influyeron en el mundo cristiano, particularmente en Italia. La aportación científica de los griegos y la de los hindúes tuvieron cada una su carácter propio. Puede tal vez decirse lo mismo de la de los árabes. Su mayor mérito fue el de abrirse a los unos y los otros y hacer su síntesis, a partir de la cual iba a ser posible un nuevo punto de partida.

## Astrónomos y matemáticos destacados

### En Bagdad
Cabe citar a algunos nombres famosos que, astrónomos y matemáticos a la vez, destacaron en el Bagdad científico:
- al-Juarismi, a quien el califa Al-Ma'mun encargó la medición de un grado del arco terrestre, y que se considera el fundador del álgebra.
- abû-l-Mafà (a fines del siglo X), comentador de Euclides y Diofanto, y uno de los promotores de la trigonometría.
- Nasir al-Din al-Tusi (1201-1274), cuya discusión de las proposiciones de Euclides, inspiró en el siglo XVIII al padre Saccheri.

### En España
En la España musulmana destacaron:
- Maslama al-Mayriti, intelectual hispanoárabe, en particular matemático, del siglo VIII.
- Ibn Muad, matemático andalusí de Jaén, del siglo XI.
- Al-Surmani.
- Ibn al-Samh matemático y astrónomo andalusí del siglos X-XI.
- Ibn al-Saffâr, científico andalusí del siglo XI.
- Azarquiel, astrónomo toledano a fines del siglo XI.
- Djabir b. Aflah, astrónomo, matemaico e inventor andalusí de Sevilla, del siglo XII.
- Al-Qalasadi, matemático nazarí del siglo XV.

Pero la invasión de los mongoles (Bagdad cayó en manos del conquistador Hûlâgû en 1258), la reconquista cristiana, con la consiguiente expulsión de los musulmanes, y la dominación turca tuvieron un efecto negativo sobre la ciencia árabe. A partir del siglo XIV desaparecieron los trabajos originales.

### Otros
Traductores de matemáticos griegos al árabe
- Al Hajjaj traduce a Euclides, en 820 aprox.
- Al Himsi y Banu Musa a Apolonio en 875 circa
- Ishaq ibn Husein con Tabit ibn Qurra a Arquímedes y Menelao en 890 aprox.
- Qusta ibn Luqa a Diofanto, Herón, Autolyco, Teodosio e Hipsicles 900[16]

## Otros ejemplos de desarrollo
Uno de los discípulos de los hermanos Banu Musa educado en la Casa de la Sabiduría de Bagdad fue Thabit ibn Qurra (nacido en 836). Thabit hizo múltiples contribuciones en los más diversos campos de las matemáticas, en especial a la teoría de números: descubrió un bello teorema que permite hallar pares de números amigos. Un siglo y medio después, Al Bagdadí estudió una ligera variante del teorema de Thabit, mientras que Alhacén (al-Haytham) parece haber sido el primero en intentar clasificar todos los números perfectos pares como los de la forma {\displaystyle 2^{k-1}(2^{k}-1)} donde {\displaystyle 2^{k}-1} es primo. También fue Alhacén el primero en formular el teorema de Wilson, que no habría de ser planteado en Occidente hasta 750 años después.
Los números amigos tienen un rol significativo en la matemática islámica. Una nueva prueba del teorema de Thabit ibn Qurra fue suministrada a finales del siglo XIII por al-Farisi (nacido en 1260), quien introdujo importantes nuevas ideas en los campos de la factorización y de los métodos combinatorios. También señaló el par de números amigos 17296-18416; este descubrimiento ha sido atribuido a Leonhard Euler (siglo XVIII), pero se sabe ahora que eran conocidos cinco siglos antes por al-Farisi, y quizás incluso antes por el propio Thabit ibn Qurra. Si bien fuera del lapso histórico considerado en este texto, vale la pena hacer notar que en el siglo XVII Muhammad Baqir Yazdi encontró el par 9363584-9437056, todavía muchos años antes del aporte de Euler.

## Los sistemas de numeración
Tres distintos tipos de sistemas aritméticos se empleaban simultáneamente alrededor del siglo X, y para fines de siglo autores como al-Baghdadi escribían textos en que analizaban comparativamente los tres sistemas.

### Aritmética por conteo con los dedos
Este sistema derivaba del conteo con los dedos, con los numerales enteramente escritos en palabras, y era el método empleado por la comunidad mercantil. Matemáticos como Abu'l-Wafa (n. 940) escribieron varios tratados usando este sistema. El propio Abu'l-Wafa era un experto en el uso de los numerales indios, pero estos

no encontraron aplicación en los círculos comerciales y entre la población del Califato Oriental por largo tiempo.
Abul Wafa

De allí que escribiera su texto usando el método de contar con los dedos, puesto que este era el sistema usado por la comunidad comercial a quienes se dirigía su obra.

### Sistema sexagesimal
El segundo de los tres sistemas era el sexagesimal, con los numerales denotados por letras del alfabeto árabe. Provenía de Babilonia, y los matemáticos del islam lo usaron principalmente para el trabajo astronómico.

### Sistema numeral indio
El tercer sistema fue la aritmética de los numerales indios y las fracciones con valor posicional decimal. Los numerales empleados fueron tomados de la India, pero no había un conjunto estándar de símbolos y diferentes partes del mundo islámico usaron formas ligeramente distintas de los numerales. Al comienzo, los métodos indios fueron usados con una caja de arena; esta era necesaria porque los métodos requerían mover y desplazar los números durante el cálculo, y borrar algunos de ellos a medida que se desarrollaba el cómputo. La caja de arena permitía hacer esto de un modo parecido al empleo de un pizarrón, tizas y borrador. Sin embargo, al-Uqlidisi mostró cómo modificar los métodos para permitir el uso de pluma y papel. Al-Baghdadi también contribuyó a mejorar el sistema decimal.
El empleo de este tercer sistema de cálculo produjo la mayoría de los avances en métodos numéricos en el islam. Permitió extraer raíces a investigadores como Abu'l-Wafa y Khayyam. El descubrimiento del teorema del binomio por al-Karaji fue un factor considerable el desarrollo del análisis numérico basado en el sistema decimal. Al-Kashi contribuyó al desarrollo de las fracciones decimales no solo para aproximar números algebraicos, sino también para números reales como {\displaystyle \pi }. Su aporte a las fracciones decimales es tan importante que por muchos años se lo consideró su inventor. Sin embargo, en la década de 1980 se halló evidencia del empleo anterior de fracciones decimales que se remonta al siglo X en el islam, por el mencionado al-Uqlidisi; de hecho, el sistema de notación empleado por este era superior al de al-Kashi. Las fracciones decimales fueron empleadas por los matemáticos islámicos unos seis siglos antes de su «invención» en Europa (por Stevin en 1589). Si bien no fue el primero en hacerlo, al-Kashi desarrolló un algoritmo para el cálculo de raíces enésimas que es un caso especial de los métodos que muchos siglos después darían Ruffini y Horner.

## Otros campos de interés
Si bien los matemáticos del islam adquirieron fama por sus trabajos en el campo del álgebra, la teoría de números y los sistemas de numeración, también hicieron contribuciones considerables en geometría, trigonometría y astronomía matemática. Ibrahim ibn Sinan (n. 908), que introdujo un método de integración más general que el de Arquímedes, y al-Quhi (n. 940), fueron figuras relevantes en el renacer y la continuación de la alta geometría griega en el mundo islámico. Estos matemáticos, y en particular Alhacén, estudiaron la óptica y en especial las propiedades ópticas de los espejos diseñados con base en secciones cónicas. Umar Khayyam combinó el uso de la trigonometría y la teoría de la aproximación para suministrar métodos de resolución de ecuaciones algebraicas por medios geométricos.
La astronomía, la cronografía y la geografía proveyeron otras motivaciones para la investigación en los campos de la geometría y la trigonometría. Por ejemplo, Ibrahim ibn Sinan continuó y profundizó los estudios de su abuelo Thabit ibn Qurra sobre las curvas requeridas para la construcción de relojes de sol. Abu'l-Wafa y Abu Nasr Mansur aplicaron la geometría esférica a la astronomía, y ambos usaron fórmulas que involucraban las funciones seno (sin) y tangente (tan). El extraordinario científico uzbeco Abu Arrayhan Muhammad ibn Ahmad al-Biruni, usó la fórmula del seno en astronomía y en el cálculo de las latitudes y longitudes de muchas ciudades; y como consecuencia de sus trabajos en astronomía y geografía realizó extensos estudios de proyección de la esfera en el plano.
El ya mencionado Thabit ibn Qurra llevó a cabo trabajos teóricos y de observación en astronomía. Al Battani realizó observaciones precisas que le permitieron mejorar considerablemente los datos de Ptolomeo sobre el Sol y la Luna. Nasir al-Din al-Tusi, como muchos otros matemáticos de su tiempo, basó su astronomía teórica en la obra de Ptolomeo, pero con un grado de precisión tal que sus trabajos representan el punto culminante del modelo planetario ptolemaico hasta el desarrollo del modelo heliocéntrico en tiempos de Copérnico.
Muchos de los científicos del islam produjeron tablas de funciones trigonométricas como parte de sus estudios en astronomía, incluyendo a Ulugh Beg (nacido en 1393) y al-Kashi. La construcción de instrumentos astronómicos como el astrolabio fue también una especialidad de los eruditos griegos que fue adoptado por los musulmanes. Al-Mahani usó un astrolabio, mientras que Ahmed (n. 835), al-Khazin (f. 900), Ibrahim ibn Sinan, al-Quhi, Abu Nasr Mansur (n. 965), al-Biruni, y otros, escribieron importantes tratados sobre astrolabios. Sharaf al-Din al-Tusi inventó el astrolabio lineal.

## Conocimiento y diversidad
Es de notar que, en su mayor parte, estos hombres abordaron simultáneamente varias ramas de las ciencias y las artes. Sus contribuciones y trascendencia son en muchos casos comparables (y en algunos casos superiores) a las de las grandes figuras del Renacimiento europeo, como Leonardo da Vinci o Galileo. Un ejemplo de ello es al-Biruni (973-1048), el primer gran experimentador sistemático, cuyas obras comprenden 13000 folios (bastante más que las de Galileo y Newton reunidas). Al-Biruni hizo contribuciones fundamentales en matemáticas, filosofía, astronomía, física, química, geografía, geodesia y geología; su determinación del diámetro de la Tierra tiene una precisión tal que no sería alcanzada en Occidente hasta cinco siglos más tarde; a él se debe el principio de conservación de la masa (atribuido a Lavoisier, científico francés del siglo XVIII); fue pionero de la ciencia de la geología, junto con ibn Sina, a partir de sus observaciones de los fósiles hallados en las montañas, y observó (también contemporáneamente con ibn Sina, con quien mantuvo profusa correspondencia) el carácter aluvional de los valles. Estos avances científicos se atribuyen en Occidente, respectivamente, a Leonardo da Vinci (reconocido lector de las traducciones latinas de libros árabes) en el siglo XVI, y Nicolas Desmarest en 1756.
Otro ejemplo extraordinario es Abu Ali al-Husain ibn Abdallah ibn Sina (980-1037) conocido en Occidente como Avicena, especialmente recordado por sus contribuciones en el campo de la medicina, ciencia que comenzó a estudiar a la edad de trece años, a punto tal que su Q'anun fi-l-tibb (Canon) habría de ser la obra médica de referencia no solo en el islam sino también en Occidente por más de seis siglos. Pero sus aportes no se limitaron a ese campo; fue filósofo, físico y matemático, se destacó en astronomía, música, psicología, lógica y filología, y fundó la geología junto con al-Biruni. Escribió 450 obras (de las cuales 240 han llegado hasta nuestros días), incluyendo la monumental enciclopedia Kitab al-Shifa'.
¿Cuáles fueron la razones de este singular florecimiento de las ciencias en el islam medieval, desde al-Ándalus hasta las márgenes del Indo? No hay un único factor al que pueda atribuirse esta fertilidad en el campo de las ideas. La posición central del islam entre las tradiciones científicas griega e india, la existencia de condiciones económicas favorables, la extensión del comercio en un amplísimo territorio (con el consecuente requerimiento de establecer un marco de referencia unificado), y la necesidad de mejorar las tecnologías empleadas por una civilización en expansión, sustentan en parte este desarrollo. Es necesario recordar que la investigación científica en el islam medieval es una cuestión de estado, y que han de ser los gobernantes de distintas dinastías quienes proporcionarán la base material necesaria para esas actividades. Motores no menos importantes de la investigación, cuando menos en los campos de las matemáticas y la astronomía, son las demandas que provienen del plano religioso: la necesidad de determinar calendarios precisos para anticipar las fechas de significación sacra, o la determinación de la dirección de La Meca (qibla) desde cualquier punto geográfico, para el cumplimiento de la oración; y las prescripciones de derecho civil que provienen del texto sagrado, como las complejas reglas de particionamiento de las herencias.
Pero los extraordinarios logros de la ciencia del islam no hubieran alcanzado ese nivel sin un factor fundamental: la libertad de expresión. La política de amplia tolerancia religiosa y filosófica del islam medieval permitió el debate abierto entre distintos enfoques y escuelas de pensamiento, el cuestionamiento y el análisis crítico de la tradición griega, y la aceptación de la realidad de un entorno multicultural y multiétnico. Este respeto por la diversidad no era siempre absoluto; así, al-Ma'mun, al mismo tiempo que alentaba las investigaciones de eruditos de las más diversas extracciones religiosas, sostenía a sangre y fuego la ortodoxia Mu'tazil, castigando cruelmente a quienes sostenían visiones opuestas. Extraña mezcla, pues, de intolerancia y libertad de pensamiento: mientras perseguía a aquellos que objetaban el Mu'tazilismo, acogía en su corte a judíos, cristianos, y creyentes de otras religiones. Contradicción solo explicable en tanto necesidad de mantener la integridad del Estado mediante el establecimiento de una ortodoxia oficialmente sancionada.

## Decadencia
La actividad del foco científico de Bagdad se prolongó hasta la dominación de los mongoles, llevando su influencia hasta Samarcanda. En 1258, Bagdad cayó en poder del conquistador Hulagu. La reconquista de España, con la consiguiente expulsión de los musulmanes y la dominación turca tuvieron un efecto negativo sobre la ciencia árabe, desapareciendo los trabajos originales a partir del siglo XIV.